# Битва при Хараме

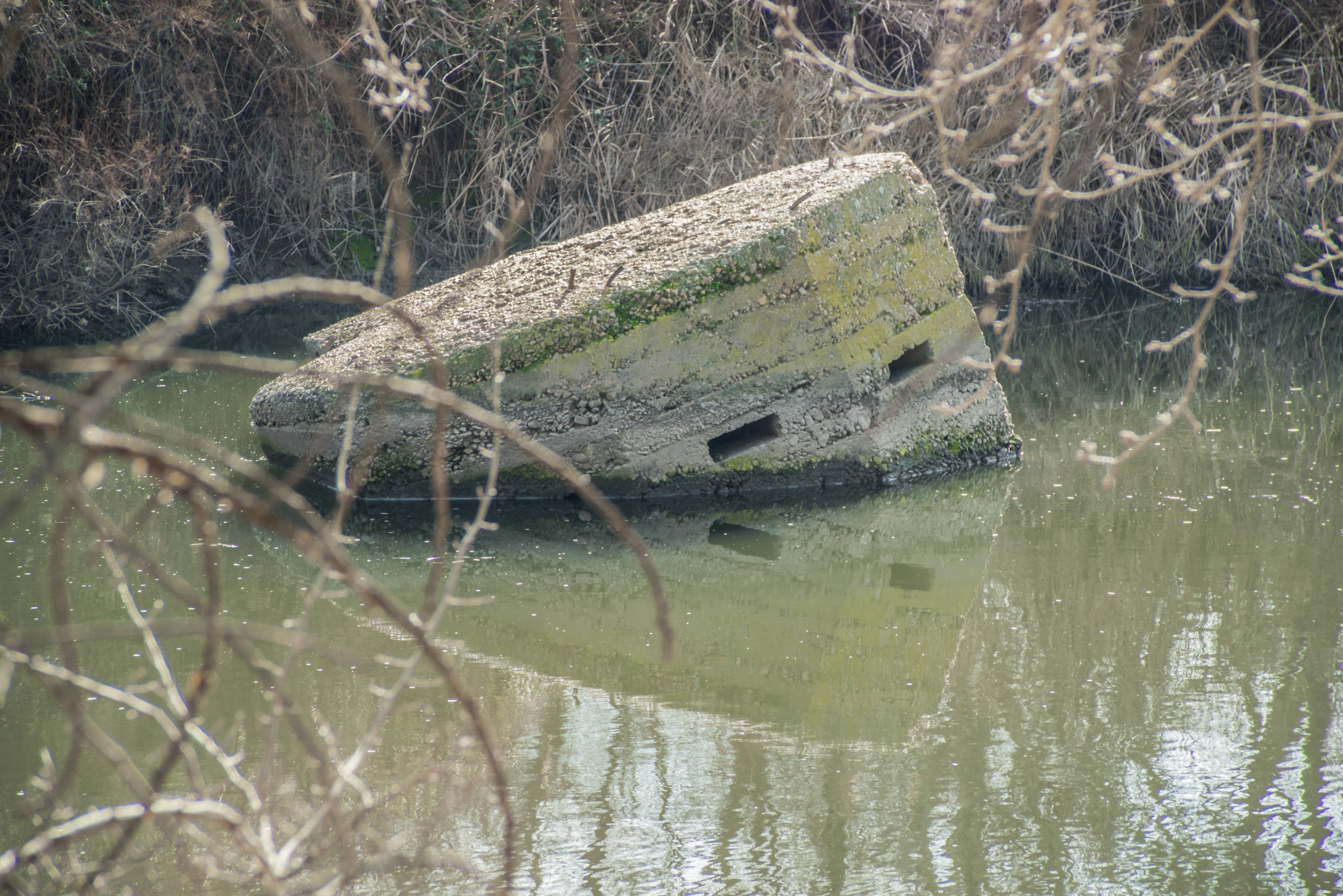
Старый ДОТ в реке Харама

Битва при Хараме, или Сражение при Хараме, или Харамская операция (исп. Batalla del Jarama) — военная операция во время Испанской Гражданской войны, во время которой националисты генерала Франко пытались выбить республиканцев, находящихся вдоль реки Харама к востоку от Мадрида. В результате ожесточённых боёв ни одна из сторон, понёсших тяжёлые потери, не одержала победу.

## История
К февралю 1937 года, в результате продолжавшейся Гражданской войны в Испании и обороны Мадрида, противоборствующие стороны достигли некоторого паритета, поняв, что война будет весьма длительной. В этих условиях командование мятежников генерала Франко решило нанести удар в 30 км южнее Мадрида, перерезать шоссе Мадрид—Валенсия и окружить столицу, надеясь, что Мадрид не сможет долго сопротивляться. Основная задача республиканского командования состояла в том, чтобы упредить удар противника на Мадрид и разгромить его раньше, чем он сможет предпринять свою операцию.
Планы республиканцев начали разрабатываться ещё в декабре 1936 года, став в конце концов известны националистам. Поэтому плану главный удар наносился с востока от реки Харамы в тыл основного расположения противника под Мадридом. В первые же дни боёв планировалось перерезать шоссе на Толедо. Дальнейшее наступление должно было развиваться на Хетафе—Алькоркон и на Брунете. Руководить сражением должен был командующий Центральным фронтом генерал Посас. Его советником был «Генерал Купер» — советский комкор Григорий Кулик. Готовилась операция медленно, чему мешали трудности на железных дорогах и медленное освоение новобранцами советского оружия, а также некоторая беззаботность. К тому же неправильно была организована система командования войсками. В результате судьбу республиканского наступления решило не военное командование Республики, а националисты, которым были известны подробности плана, и они предприняли упреждающие действия.
Сражение началось утром 6 февраля 1937 года ударом сил националистов Франко. 
В ходе боевых действий непосредственно была задействована 1-я бронетанковая бригада Республики, костяк которой составили бойцы 4-й механизированной бригады из Бобруйска. Командование группой советских танкистов осуществлял комбриг Дмитрий Павлов («Пабло»).
Бои с переменным успехом продолжались по 27 февраля, когда обе стороны выдохлись. Главным итогом сражения стал провал третьего похода на Мадрид. Националистам так и не удалось окружить Мадрид, но единственная автострада, связывавшая столицу с остальной частью республики, оказалась под огнём их артиллерии. Республиканцы по итогам битвы сделали некоторые оргвыводы, в частности, был снят с должности генерал Посас и на место командующего Центральным фронтом назначили генерала Миаху.

## В культуре
Битве при Хараме и участию в ней интербригад посвящена песня «Jarama Valley». Первая версия упоминала Британский батальон интербригад, последующие (как и русский перевод) — американский Батальон Линкольна.